# 西城男孩
西城男孩（英語：Westlife）是在1998年7月成立的愛爾蘭男子歌唱團體，其創始成員有5位，有奇恩·伊根、馬克·費海利、尚恩·菲南、布萊恩·麥克法登以及尼基·柏恩。2004年，布萊恩·麥克法登离开团队，之後西城男孩一直保持4位團員直至2012年6月該團解散。西城男孩活躍於1999年以及進入千禧年後的10年間，共締造了14首全英冠軍單曲，在英國音樂史上名列第三位。
西城男孩在英國樂壇的成績斐然，該團成軍14年的演藝生涯除了舉辦全球巡迴演唱會，更參與慈善公益事業。英國唱片協會（簡稱BPI）認證西城男孩在英國共售出1,110萬張專輯和680萬張單曲，2012年，英國官方排行榜公司（簡稱OCC）更將該團名列為英國音樂史上最暢銷的單曲藝人之一。在全球也有五千五百萬張的專輯銷量。西城男孩在解散後，團員們以個人身分繼續從事演藝圈相關工作。
西城男孩於2018年10月3日在他們的推特上宣布西城男孩奇恩·伊根、馬克·費海利、尚恩·菲南以及尼基·柏恩回歸而且會推出新的專輯，並簽入新東家環球音樂Virgin EMI旗下。西城男孩在2019年11月15日發行回歸專輯Spectrum。

## 演艺歷程

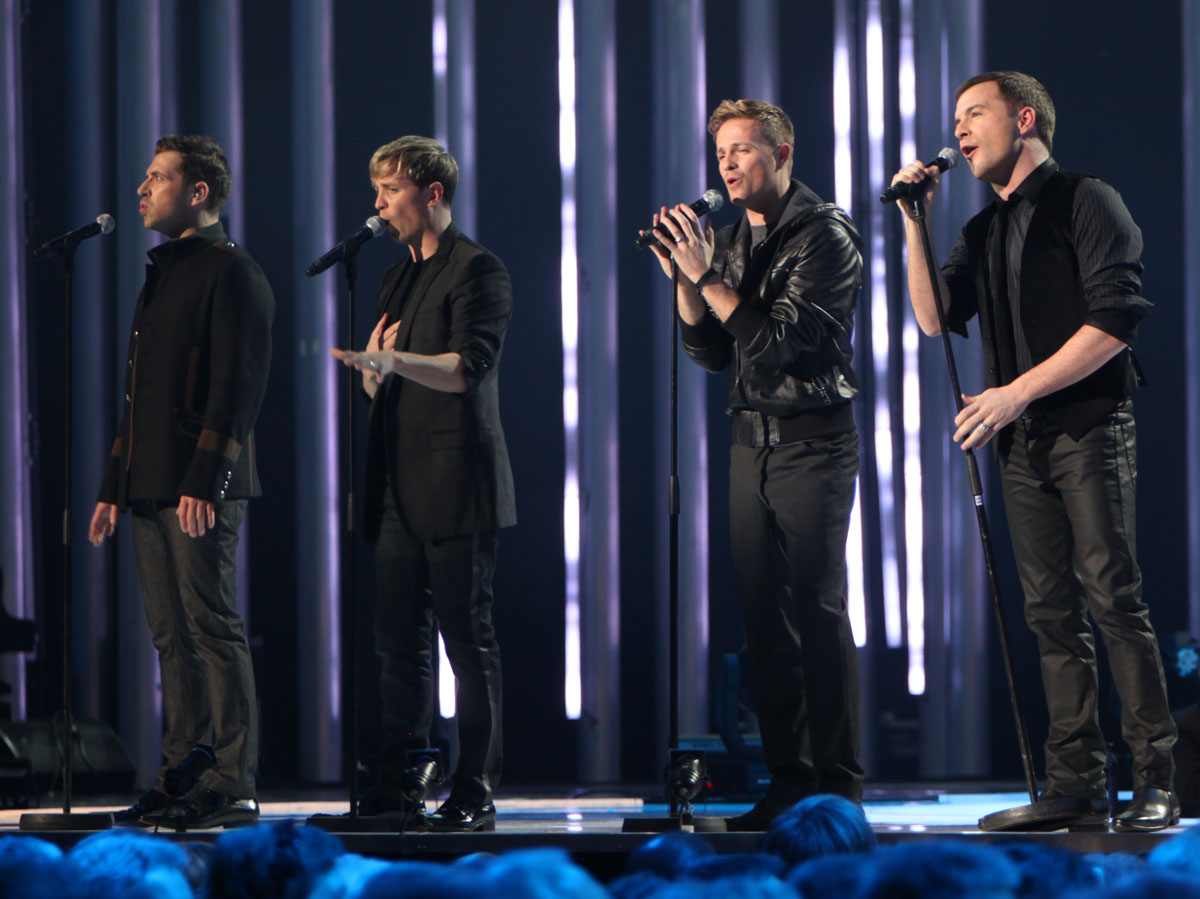
Westlife 出席 2009 年諾貝爾和平獎音樂會

### I.O.U.与Westside时期
奇恩·伊根、馬克·費海利和尚恩·菲南三人曾在学校一起表演音乐剧，此后他们决定组建一支乐队，起名Six as One，不久更名为IOYOU。而IOYOU的成員還包括Derek Graham與Michael。不過I.O.YOU在愛爾蘭推出了第一支單曲「Together Girl Forever」後便夭折。Derek Graham與Michael後來退出該樂團，隨後在都柏林舉行了為另外兩位隊員準備的選拔賽。Nicky Byrne 和 Bryan McFadden最終脫穎而出，他們組成了現在的Westlife。但當時名為「Westside」。Westside起先主要在都柏林为BSB的演唱会暖场，1998年11月又随Boyzone漫游英国和爱尔兰。他们的出色表现引得一众支持者，同时在Smash Hits杂志举办的Road Show巡演上获得了「最佳新人巡演奖」。

### 更名为Westlife以及发行专辑
1999年初，因为有一系列的同名乐队，他们决定从原先的Westside正式更名为Westlife。4月，新单曲《Swear It Again》一经推出便坐上英国和爱尔兰排行榜头把交椅，并创下爱尔兰历史上首张单曲销量最好记录。而他们的双主打单曲《I Have a Dream /Seasons in the Sun》也成为了1999年圣诞的第一名，同时又是2000年的首支冠军单曲。而首张专辑《Westlife》于1999年在英国推出。同年发行全新单曲《Flying Without Wings》并获得“最佳年度单曲奖”。
2000年，Westlife发行第二张专辑《Coast To Coast》，在爱尔兰仅仅推出一天就拿下了三张白金唱片的记录，并且，随之发行的第七张单曲《My Love》除获得多项大奖外，西城男孩也是英國流行音樂史上唯一一組自出道單曲連續7首空降冠軍單曲的團體。2002年，Westlife发行了自成立以来的第一张精选集《Unbreakable: The Greatest Hits Volume 1》。2003年11月Westlife推出新专辑《Turnaround》并成为销量冠军。
1999年至2007年間，Westlife有14首單曲在英國單曲榜奪冠，在英國單曲榜總排名中，西城男孩和克里夫·李察（Cliff Richard）同以14首並列史上第三高，僅次於披頭四（The Beatles）的17首和貓王艾維斯·普里斯萊（Elvis Presley）的21首，他們也是唯一一個在英國拿過4次“年度最佳專輯”的組合。西城男孩在世界範圍内售出超過4000萬張專輯，其中包括7張超白金專輯。
Westlife從成立到解散一共發行了12張專輯，這12張專輯在英國專輯榜的成績斐然，它們全部都打進了前五名，其中包括7張冠軍專輯。Westlife一共推出27首單曲，其中有25首進入了前十名，當然包括14首全英冠軍單曲。

### Brian McFadden离队后
2004年3月9日，布萊恩·麥克法登在德国柏林召开新闻发布会宣布离开Westlife。在新闻发布会上，他说他希望花更多的时间照料他年轻的家庭而离队。于是，谣言四起，有人认为或许西城的解散将发轫于此。
2004年他们成功地演绎了昔日的经典之作，推出了向Rat Pack致敬的怀旧专辑《Allow Us To Be Frank》。他们的新专辑，2005年上市的《Face to Face》，正如从前一样，拿下了他们在英国的第7个冠军。
2006年11月13日，Westlife推出了他们的第8张专辑《The Love Album》，这张专辑收录了11首不同时期的歌曲，这些歌曲都是由四位成员亲自挑选出来的，Westlife的老搭档Steve Mac（他参与过30首英国冠军单曲以及销量达6千万的专辑的制作）担任这张专辑的制作人，而专辑是在Face To Face Tour 2006巡回演唱会的空档期间，在伦敦、都柏林和瑞典等地录制的。《The Love Album》囊括了所有时下最流行的音乐元素，Westlife的演绎已经让他们成为了世界顶尖流行乐的领军人物。作为专辑的第一支歌和主打曲《The Rose》为整张专辑定下了基调。最初在1980年Bette Midler凭借这首歌曲在美国大获成功，而Westlife的翻唱版也在英国重现了当年的辉煌。此外，他们与澳大利亚流行女歌星Delta Goodrem合作的《All Out Of Love》也成为了专辑的另一高潮。《Face to Face》是2005年度SONY BMG旗下發行量最大的專輯之一，在發行後的短短3個月裏售出了110萬張。06年8月，他們完成了“Face To Face Tour 2006”的巡演。這是一次十分值得紀念的巡演，他們以23度在溫布利體育場演出的次數打破了Take That的記錄。
2007年，在結束了涉足包括澳大利亞、南非在內的世界巡演以後，西城男孩很高興在一年後能夠再回錄音室錄製全新的專輯。對当时剛完成的新作西城男孩顯然十分滿意。Shane說：“這張專輯充滿著Westlife的印記，但我們必須做得和之前不同，要有2007年的特色。”因此，西城男孩們組成了全新的詞曲作者及製作人陣容來製作這張《Back Home》專輯。專輯中收錄了12首全新力作，都是包括Quiz Larossi、Per Magnusson、Rami、Arnthor以及西城男孩的老朋友Steve Mac在內的音樂人一個夏天努力的成果。“这是纯正的流行音乐，不是流行电子也不是流行摇滚，我们知道什么才是西城男孩的风格，我们喜欢这种感觉。”Mark补充道。
在9年音樂歷程裏，西城男孩取得了超過四千萬張的專輯全球銷量。在英國一地，他們獲得了9張多白金唱片認證，並創紀錄地擁有14支英國單曲榜冠軍單曲（僅次於貓王和甲殼蟲樂隊）。他們也贏得了難以計數的獎項，出現在世界各國雜誌的封面上。他們是唯一連續獲得四次“Record Of The Year（年度唱片）”獎的藝人。他們所獲得的其他重要獎項還包括兩座全英音樂獎，一座MTV歐洲大獎。西城男孩還是世界上體育館演唱會票房最佳的藝人之一，至今仍保持著在溫布利體育館演出23場的紀錄。他們在2006年發行的《The Love Album》專輯是當年銷售最佳的專輯之一，在英國就取得了一百萬的專輯銷量。這張專輯擊敗了同期上榜的U2，The Beatles，Oasis等眾多大牌的專輯取得排行榜冠軍。2008年6月1日Westlife將在克拉克公園舉辦音樂盛典，以慶祝成軍10周年。《Back Home》和官方自傳的都十分熱賣。
2006年11月，Westlife發行了他们的第8張專輯《The Love Album》，更打敗了Oasis等英國老牌樂隊，登上流行榜冠軍。
2007年10月29日發行單曲《Home》，而11月5日發行的第9張專輯《Back Home》亦第7次空降英國榜冠軍。
2011年10月20日在其官方網站中宣佈，樂隊將於2012年的告別巡演後解散，日後成員將作個別發展。

### 重組回歸
於2018年10月4日凌晨3:00（都柏林時間10月3日晚間8:00），西城男孩在他们的推特上宣布，西城男孩4位成員（2012年解散时的全部成员）奇恩·伊根、馬克·費海利、尚恩·菲南和尼基·柏恩回归並且会推出新的专辑。

## 紀錄

### 單曲
他們是英國金榜史上首支連創7首空降冠軍單曲的藝人,而且英國14首單曲冠軍的記錄，僅次於貓王艾維斯·普里斯萊和披頭四，位居英國第3位。
年度唱片：分別以1999年的《Flying Without Wings》、2000年的《My Love》、2003年的《Mandy》、2005年的《You Raise Me Up》四次成為獲得年度唱片最多的藝人。

### 專輯
首張同名專輯Westlife為擁有冠軍單曲（一共5首）最多的專輯。

### 巡演
23次溫布利劇院演出，成為溫布利表演最多的團體。40多次貝爾法斯特奧德賽劇院演出，成為貝爾法斯特表演次數最多的團體。27次曼徹斯特夜聞劇院演出，成為曼徹斯特表演次數最多的團體。

## 音樂作品

### 專輯
| 發行日期       | 專輯名稱             |
| -------------- | -------------------- |
| 1999年11月1日  | Westlife             |
| 2000年11月6日  | Coast to Coast       |
| 2001年11月12日 | World of Our Own     |
| 2003年11月24日 | Turnaround           |
| 2004年11月8日  | Allow Us to Be Frank |
| 2005年10月31日 | Face to Face         |
| 2006年11月20日 | The Love Album       |
| 2007年11月5日  | Back Home            |
| 2009年11月27日 | Where We Are         |
| 2010年11月22日 | Gravity              |
| 2019年11月15日 | Spectrum             |
| 2021年11月26日 | Wild Dreams          |

### 精選輯
| 發行日期       | 專輯名稱                                |
| -------------- | --------------------------------------- |
| 2002年11月11日 | Unbreakable: The Greatest Hits Volume 1 |
| 2011年11月18日 | Greatest Hits                           |
| 2014年2月3日   | The Love Songs                          |

## 巡迴演唱會
- East Meets Westlife Tour（2000）
- Where Dreams Come True Tour（英语：Where Dreams Come True Tour）（2001）
- World of Our Own Tour（2002）
- Unbreakable Tour（英语：Unbreakable Tour (Westlife concert tour)）（2003）
- Turnaround Tour（英语：Turnaround Tour）（2004）
- Number Ones Tour（英语：Number Ones Tour (Westlife concert tour)）（2005）
- Face To Face Tour（英语：Face to Face Tour）（2006）
- The Love Tour（英语：The Love Tour (Westlife concert tour)）（2007）
- Back Home Tour（英语：Back Home Tour）（2008）
- Where We Are Tour（2010）
- Gravity Tour（英语：Gravity Tour）（2011）
- The Greatest Hits Tour（英语：Greatest Hits Tour (Westlife)）（2012）
- The Twenty Tour（2019）
- Wild Dreams Tour（2023）
- The Hits Tour（2024）
- With Love Tour（2024）

## 相关链接
- 全球官方网站（页面存档备份，存于）